# La Ciénega de Huaistita
La Ciénega de Huaistita är en ort i Mexiko.   Den ligger i kommunen Mezquitic och delstaten Jalisco, i den centrala delen av landet, 600 km nordväst om huvudstaden Mexico City. La Ciénega de Huaistita ligger 1 640 meter över havet och antalet invånare är 264.
Terrängen runt La Ciénega de Huaistita är bergig åt sydost, men åt nordväst är den kuperad. Runt La Ciénega de Huaistita är det mycket glesbefolkat, med 4 invånare per kvadratkilometer. Närmaste större samhälle är San Andrés Cohamiata, 16,5 km nordost om La Ciénega de Huaistita. I omgivningarna runt La Ciénega de Huaistita växer huvudsakligen savannskog.